# Reel Life Productions
Reel Life Productions (также известен как Overcore, и как Gothom) — независимый музыкальный лейбл, основан в 1990 году. Находится в США, Детройт, штат Мичиган, основан рэпером Esham'ом, совместно с его братом, Джеймсом Смитом.

## История
В соответствии[уточнить], Эшем начал распространять рэп в Детройте, так как в то время в Детройте не было хип-хоп сцены. Смит утверждает, что «всё было просто имитировано теми, кто делал это». Его брат, Джеймс, предложил ему серьёзно заняться хип-хоп карьерой из-за отсутствия хип-хоп сцены в Детройте. В возрасте 17 лет, Эшем выпустил свой дебютный альбом, Boomin' Words from Hell, в 1989 году. В 1990 году Эшем, совместно со своим братом, основал Reel Life Productions, на котором альбом был переиздан с альтернативным трек-листом и обложкой. Эшему было трудно развивать поклонников, потому что многие списали тёмное содержание его текстов и изображений в виде Shock Value, в то время как поклонники хип-хопа не подключились к альбому Эшема из-за его хэви-метал влияний.
В 1994 г. Джеймс Смит был заключён в тюрьму, поставив дальнейшее существование лейбла под сомнение. После начала самостоятельных выпусков альбомов, переименовал лейбл как «Overcore Records» и подписал распределение с TVT Records. На «Overcore» были подписаны такие исполнители, как «Kool Keith» и «The Dayton Family». Позже Эшем подписал контракт Psychopathic Records и выпустил на этом лейбле два сольных альбома. После ухода с «Psychopathic» Эшем продолжает выпускать свои релизы на собственном лейбле, также он производит полурегулярные подкасты, которые появляются на официальном сайте Эшема.

## Исполнители
- Esham[6]
- Natas[7]
- Mastamind[8]
- T-N-T[8]
- Filthy Rockwell[8]
- Doc Hollywood Hustle[8]
- Daniel Jordan[8]

## Бывшие исполнители
- The Dayton Family[2]
- Kool Keith[2]
- 2Pac